# Madonna di Casalmaggiore

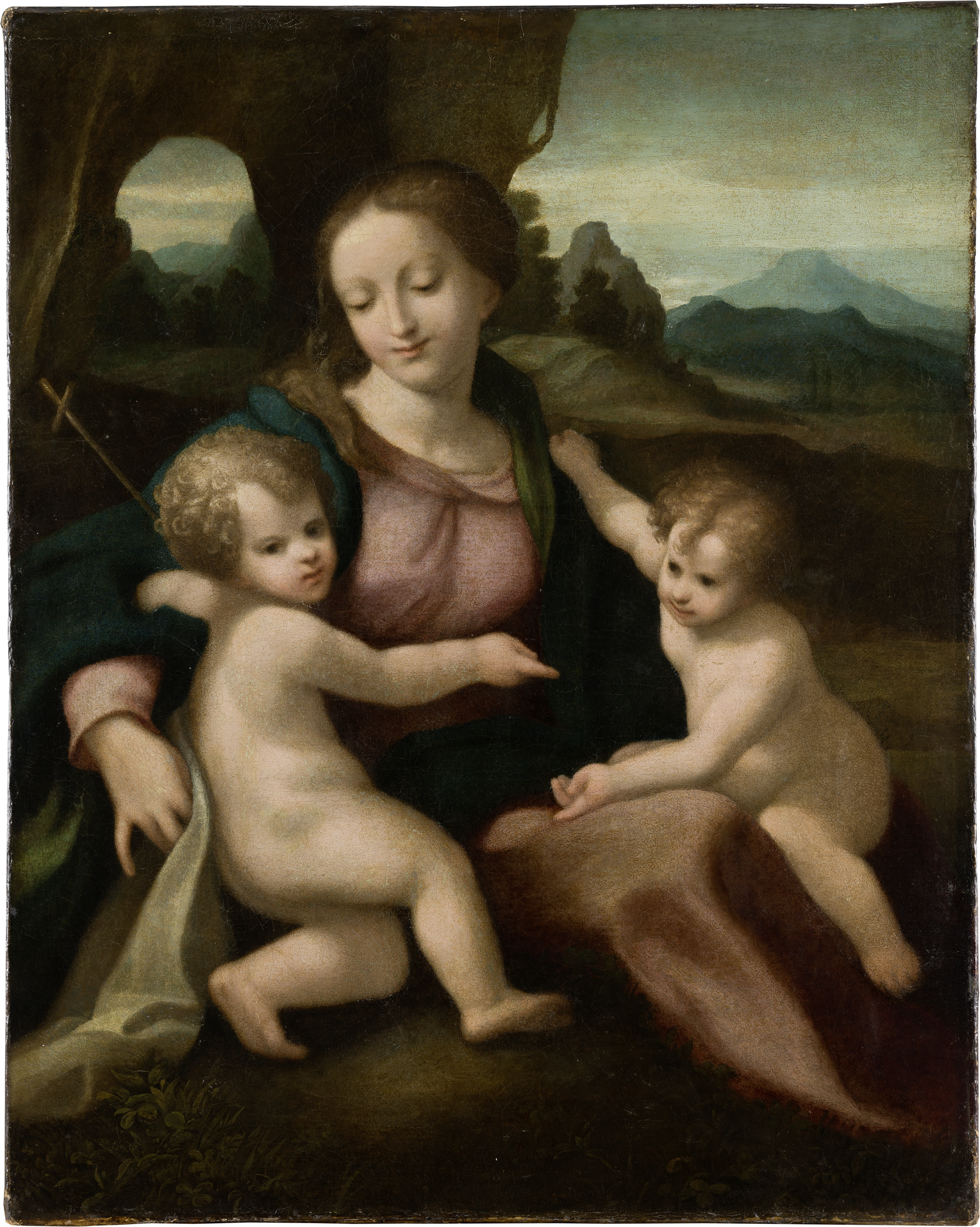
Una copia del dipinto, Städelsches Kunstinstitut, Francoforte sul Meno

La Madonna di Casalmaggiore è un perduto dipinto a olio su tela (28x24 cm) di Correggio, databile al 1522 circa.

## Storia e descrizione
Una copia, appartenente alla collezione dello Städelsches Kunstinstitut, a Francoforte sul Meno, che non versa in un ottimo stato di conservazione e che fu probabilmente trasferita dalla tavola alla tela, è l'unica testimonianza visiva di un'opera perduta ma altrimenti documentata da un disegno preparatorio. Poiché questo studio si trova sul verso di un foglio che contiene progetti per il fregio della chiesa di San Giovanni Evangelista a Parma, anche la commissione per la Madonna di Casalmaggiore viene datato a partire dal novembre 1522.
Il soggetto riprende un tema, quello dell'incontro fra il Bambino e san Giovannino, più volte trattato dal Correggio giovane ma qui rivisitato con una rinnovata e fresca semplicità. Dai modelli giovanili, quali la Madonna col Bambino e san Giovannino di Chicago deriva l'idea di una figura della Vergine piramidale che accoglie i due bambini abbracciandoli, ma si distanzia nella capacità di rompere quel senso di cauta staticità che caratterizzava molte delle prime opere. È la volontà di "creare un'istoria", fotografando i personaggi mentre stanno compiendo un'azione, a donare a quest'immagine una vivacità briosa e spensierata emblematicamente espressa dal taglio obliquo del vestito della Vergine a cui si aggrappa, quasi per gioco, il piccolo Bambin Gesù.
Qualità come queste non mancarono, mezzo secolo più tardi, di affascinare il giovane Federico Barocci nella sua aspirazione a ritrovare un linguaggio più sincero e suasivo per raccontare la storia sacra. In un suo studio grafico sembra che l'artista urbinate si fosse soffermato a studiare proprio l'invenzione della Madonna di Casalmaggiore forse conosciuta tramite una copia o una derivazione grafica.
Il dipinto a Francoforte ha diviso la critica, incline a vedervi ora una copia di un originale perduto, ora un originale in cattivo stato di conservazione che sarebbe passato nella Galleria Estense quando Francesco I occupò Casalmaggiore nel 1646.